# Vorbuse
Vorbuse est un village de la commune de Tähtvere du comté de Tartu en Estonie.
Au 31 décembre 2011, il compte 258 habitants.